# No Mercy (album T.I.)
No Mercy (początkowo zatytułowany King Uncaged) − siódmy album studyjny amerykańskiego rapera T.I., wydany 7 grudnia 2010 roku.
Album zadebiutował na 4. miejscu notowania Billboard 200 ze sprzedażą 159 000 egzemplarzy w pierwszym tygodniu od daty premiery.

## Lista utworów
1. "Welcome to the World" (gościnnie: Kanye West & Kid Cudi)
2. "How Life Changed" (gościnnie: Mitchelle’l & Scarface)
3. "Get Back Up" (gościnnie: Chris Brown)
4. "I Can’t Help It" (gościnnie: Rocko)
5. "That’s All She Wrote" (gościnnie: Eminem)
6. "No Mercy" (gościnnie: The-Dream)
7. "Big Picture"
8. "Strip" (gościnnie: Young Dro & Trey Songz)
9. "Salute"
10. "Amazing" (gościnnie: Pharrell)
11. "Everything on Me"
12. "Poppin Bottles" (gościnnie: Drake)
13. "Lay Me Down" (gościnnie: Rico Love)
14. "Castle Walls" (gościnnie: Christina Aguilera)

Bonusowe utwory
1. "I'm Back"
2. "Yeah Ya Know (Takers)"
3. "Got Your Back" (gościnnie: Keri Hilson)
4. "Ya Hear Me"
5. "Pledge Allegiance" (gościnnie: Rick Ross)
6. "Follow Your Dreams" (tylko na iTunes)

## Single
- Pierwszym oficjalnym singlem z albumu został utwór "Get Back Up", nagrany we współpracy z Chrisem Brownem. Wydany 29 października 2010 roku, singel objął pozycję 70. notowania Billboard Hot 100.
- Drugim oficjalnym singlem dnia 11 stycznia 2011 została piosenka "That’s All She Wrote" − duet nagrany z raperem Eminemem. Zajął on pozycję #18 na liście Billboard Hot 100 oraz zastąpił utwór "Castle Walls", nagrany razem z wokalistką popową Christiną Aguilerą, który początkowo miał służyć za drugi singel promujący album.
- Dodatkowo za nieoficjalne single, mające na celu pomóc w promocji albumu, posłużyły kolejne utwory: "I'm Back" (wydany 9 marca 2010), "Yeah Ya Know (Takers)" (wyd. 24 maja 2010), "Got Your Back" (feat. Keri Hilson; wyd. 1 czerwca 2010), "Ya Hear Me" (wyd. 28 lipca 2010), "I Can’t Help It" (feat. Rocko; wyd. 22 listopada 2010), "No Mercy" (feat. The-Dream; wyd. 30 listopada 2010).

## Pozycje na listach przebojów
| Kraj/region       | Notowanie (2010/2011)  | Wydawca              | Najwyższa pozycja |
| ----------------- | ---------------------- | -------------------- | ----------------- |
| Australia         | Top 100 Albums         | ARIA Charts          | 69                |
| Francja           | Top 200 Albums         | SNEP                 | 173               |
| Irlandia          | Top 100 Albums         | IRMA                 | 27                |
| Japonia           | Top 100 Albums         | Oricon               | 88                |
| Kanada            | Top 200 Albums         | Jam! Canoe/Billboard | 35                |
| Nowa Zelandia     | Top 40 Albums          | RIANZ                | 39                |
| Stany Zjednoczone | Billboard 200          | Billboard            | 4                 |
| Stany Zjednoczone | Top Digital Albums     | Billboard            | 3                 |
| Stany Zjednoczone | Top R&B/Hip-Hop Albums | Billboard            | 1                 |
| Stany Zjednoczone | Top Rap Albums         | Billboard            | 1                 |
| Wielka Brytania   | Top 200 Albums         | OCC                  | 39                |